# Squeak E. Clean
Squeak E. Clean ou Sam Spiegel, como também é conhecido, é um DJ e produtor americano de música eletrônica. Iniciou sua carreira em meados da década de 2000 como um premiado produtor de trilha sonora para comerciais de TV. Em 2005 começou a produzir músicas para uma variedade de artistas e em 2006 um de seus álbuns foi indicado para o Grammy. Fez parceria com o brasileiro DJ Zegon no projeto de música eletrônica, N.A.S.A.